# Antoni Rehman
Antoni Rehman (ur. 13 maja 1840 w Krakowie, zm. 13 stycznia 1917 we Lwowie) – polski geograf, geomorfolog, geobotanik i podróżnik. Związany swą pracą naukową z Krakowem i Lwowem. W publikacjach niemieckojęzycznych można spotkać także: Anton Rehmann. Niesłusznie uważany czasem za botanika, austriackiego ze względu na to, iż Lwów w owych czasach należał do Austro-Węgier. Mimo to prawdą jest, że publikował dużo w języku niemieckim oraz w czasopismach austriackich.

## Życiorys
Był synem Józefa (ur. 1812, zm. 1882, mistrza kominiarskiego) i Anny z Piotrowskich. W latach 1860–1863 studiował nauki przyrodnicze i geografię na Uniwersytecie Jagiellońskim, gdzie w 1864 uzyskał doktorat filozofii w zakresie botaniki. 
W latach 1864–1867 był na krakowskiej uczelni asystentem Ignacego Rafała Czerwiakowskiego. W 1865 badał stepy Podola, brzegi Dniestru i Czarnohory, a w latach 1866-1867 specjalizował się w anatomii roślin w Monachium u prof. Carla Wilhelma Naegeliego. W 1868 odbył podróż po południowej Rosji, a w 1869 habilitował się w Uniwersytecie Jagiellońskim z zakresu anatomii roślin.
Od 1882 profesor Uniwersytetu Lwowskiego. Kierował na nim Katedrą Geografii. W latach 1884–1897 wykładał  botanikę na Akademii Medycyny Weterynaryjnej we Lwowie. W latach 1873–1874 odbył podróż na Kaukaz i Krym. W latach 1875–1877 i 1879–1880 — wędrował po Afryce Południowej, gdzie na terenach Kraju Przylądkowego i pustyni Kalahari pokonał trasę w sumie ponad 5 tys. kilometrów. W trakcie tych podróży zebrał do zielnika ok. 5 tys. okazów tamtejszych roślin. Prowadził badania cech antropologicznych Buszmenów, Hotentotów, Zulusów i ludów Bantu oraz studiował ich język i zwyczaje. Jego korespondencje z podróży ukazywały się w "Kurierze Warszawskim", "Wędrowcu" i krakowskim "Czasie".
Profesorem zwyczajnym Uniwersytetu Lwowskiego był od 1887, w roku akademickim 1887/1888 pełnił funkcję dziekana Wydziału Filozoficznego, a 1897/8 rektorem Uniwersytetu Lwowskiego. Był członkiem Komisji Fizjograficznej (od 1865) Akademii Umiejętności, Towarzystwa Przyrodników im. Mikołaja Kopernika (1888-1889 prezes). W 1910 r. przeszedł na emeryturę. Z tej okazji otrzymał Order Korony Żelaznej III klasy. W latach 1910–1917 działacz Polskiego Stronnictwa Postępowego. 
Pochowany na Cmentarzu Łyczakowskim we Lwowie. 
Podczas swojej pracy oraz podróży zgromadził olbrzymi materiał zielnikowy. Do dziś jego kolekcje znajdują się w herbariach na całym świecie, z czego najważniejsze w Krakowie oraz we Lwowie.
Opisał wiele nowych taksonów roślin m.in. w 1868 r. bylicę piołun w odmianie pienińskiej (Artemisia absinthium L. var. calcigena Rehm.) obecnie uznawaną za endemit w Pieninach i uwzględnioną na "Czerwonej liście roślin i grzybów Polski". Interesował się jako jeden z pierwszych polskich uczonych geografią roślin. W 1870 opublikował pracę O formacjach roślinnych Galicji i w kolejnych latach, jako kierownik lwowskiej katedry geografii poświęcił się jej głównie i geomorfologii.
Był bratem Stanisława, mistrza kominiarskiego, krakowskiego działacza społecznego. Córka Antoniego Rehmana, Maria Wanda (ur. 1888, zm. 1967), wyszła za mąż za historyka literatury Zygmunta Łempickiego.
Wydał książki:
- Szkice z podróży do południowej Afryki (1881)[10]
- Echa z południowej Afryki (1884)[11]
- Tatry pod względem fizyczno-geograficznym (1895)[12]
- Ziemie dawnej Polski i sąsiednich krajów słowiańskich" opisane pod względem fizyczno geograficznym. Część I. Karpaty(1896)[13][14]
- Niżowa Polska opisana pod względem fizyczno-geograficznym (1904)[15]